# Равеница
Равеница или Равеника је средњовековно насеље или област уз реку Сперхеј јужно од Ламије. 
Неизвесност је око локације, али шта се тачно мисли на име пронађено у путопису Бењамину из Туделе, који извештава да у Равеници живи 100 јеврејских породица. У Равеници су се 1209. и 1210. године одржала и два локална црквено-народна сабора, која је организовао Хенрик Фландријски.
Назив долази од славенске речи „раван”. 